# Never a Dull Moment (1968)
Never a Dull Moment é um filme estadunidense de 1968, produzido pelos estúdios Disney, do gênero comédia e policial, dirigido por Jerry Paris, roteirizado por A.J. Carothers, baseado no livro The Reluctant Assassin de John Godey, música de Robert F. Grunner.

## Sinopse
Um ator sem sucesso é confundido como um notório gângster.

## Elenco
- Dick Van Dyke....... Jack Albany
- Edward G. Robinson....... Leo Joseph Smooth
- Dorothy Provine....... Sally Inwood
- Henry Silva....... Frank Boley
- Joanna Moore....... Melanie Smooth
- Tony Bill....... Florian
- Slim Pickens....... Cowboy Schaeffer
- Jack Elam....... Ace Williams
- Ned Glass....... Rinzy Tobreski
- Richard Bakalyan....... Bobby Macoon
- Mickey Shaughnessy....... Francis
- Philip Coolidge....... Fingers Felton
- James Millhollin....... Diretor do museu

## Literatura
- EWALD FILHO, Rubens – Dicionário de Cineastas – 3ª. Edição – 2002 – Companhia Editora Nacional (ISBN 85-04-00088-5)
- HARBACH, Estevão Rainer – Guia de Filmes 2000 – Grafiven: Gráfica e Editora Venezuela